# Municipio de Hardy (Ohio)
El municipio de Hardy (en inglés: Hardy Township) es un municipio ubicado en el condado de Holmes en el estado estadounidense de Ohio. En el año 2010 tenía una población de 5649 habitantes y una densidad poblacional de 66,48 personas por km².

## Geografía
El municipio de Hardy se encuentra ubicado en las coordenadas 40°33′32″N 81°55′18″O / 40.55889, -81.92167. Según la Oficina del Censo de los Estados Unidos, el municipio tiene una superficie total de 84.97 km², de la cual 84.83 km² corresponden a tierra firme y (0.16%) 0.14 km² es agua.

## Demografía
Según el censo de 2010, había 5649 personas residiendo en el municipio de Hardy. La densidad de población era de 66,48 hab./km². De los 5649 habitantes, el municipio de Hardy estaba compuesto por el 96.69% blancos, el 1.03% eran afroamericanos, el 0.14% eran amerindios, el 0.23% eran asiáticos, el 0.04% eran isleños del Pacífico, el 0.73% eran de otras razas y el 1.15% pertenecían a dos o más razas. Del total de la población el 1.65% eran hispanos o latinos de cualquier raza.